# Everybody Wants Some!!
Everybody Wants Some!! (no Brasil, Jovens, Loucos e Mais Rebeldes e em Portugal, Todos Querem o Mesmo) é um filme de comédia estadunidense de 2016 dirigido e escrito por Richard Linklater. Estrelado por Will Brittain, Zoey Deutch, Ryan Guzman, Tyler Hoechlin, Blake Jenner, Glen Powell e Wyatt Russell, estreou em seu país de origem em 30 de março de 2016.

## Elenco
- Blake Jenner - Jake Bradford
- Zoey Deutch - Beverly
- Ryan Guzman - Kenny Roper
- Tyler Hoechlin - Glen McReynolds
- Glen Powell - Finnegan "Finn"
- Wyatt Russell - Charlie Willoughby
- Temple Baker - Tyrone Plummer
- J. Quinton Johnson - Dale Douglas
- Will Brittain - Billy "Beuter" Autrey
- Juston Street - Jay Niles
- Forrest Vickery - Coma
- Tanner Kalina - Alex Brumley
- Austin Amelio - Nesbit
- Michael Monsour - Justin
- Jonathan Breck - Gordan
- Dora Madison Burge - Val

## Prêmios e indicações
| Premiação     | Categoria      | Indicação              | Resultado | R.    |
| ------------- | -------------- | ---------------------- | --------- | ----- |
| Gotham Awards | Melhor filme   | Everybody Wants Some!! | Indicado  | [ 2 ] |
| Gotham Awards | Audience Award | Everybody Wants Some!! | Indicado  | [ 2 ] |